# Red Bay (Alabama)
Red Bay é uma cidade localizada no estado americano de Alabama, no Condado de Franklin.

## Demografia
Segundo o censo americano de 2000, a sua população era de 3374 habitantes.
Em 2006, foi estimada uma população de 3294, um decréscimo de 80 (-2.4%).

## Geografia
De acordo com o United States Census Bureau, a localidade tem uma área de 25,5 km², dos quais 25,4 km² cobertos por terra e 0,1 km² cobertos por água. Red Bay localiza-se a aproximadamente 196 m acima do nível do mar.

## Localidades na vizinhança
O diagrama seguinte representa as localidades num raio de 32 km ao redor de Red Bay.